# استان مهره
مَهره (به عربی:  محافظة مهرة ) نام استانی در کشور یمن در شبه جزیره عربستان است. استان مهره یکی از استان‌های تاریخ یمن است. این استان در پایهٔ «کوه مهره» واقع شده‌است.
چند قلعهٔ تاریخی برفراز کوه شمالی آن وجود دارد که تاریخ بنایش به دوران قبل از اسلام بر می‌گردد. قلعه بزرگ مهره در دوران گذشته مقر حاکم مهره بوده‌است. همچنین روایت است که مهره مدتی پایتخت «دولت الحضریة» بوده‌است در دوران پیش از اسلام.
استان مهره منطقه‌ای کوهستانی سرسبز وخلاب است، کوهای آن مملوء از جنگلهای انبوه‌است. آب وهوایش از سایر مناطق یمن لطیف تر است.
اکثر جمعیت این استان سنی مذهب شافعی هستند. این استان هم‌مرز با کشور عمان نیز می‌باشد.

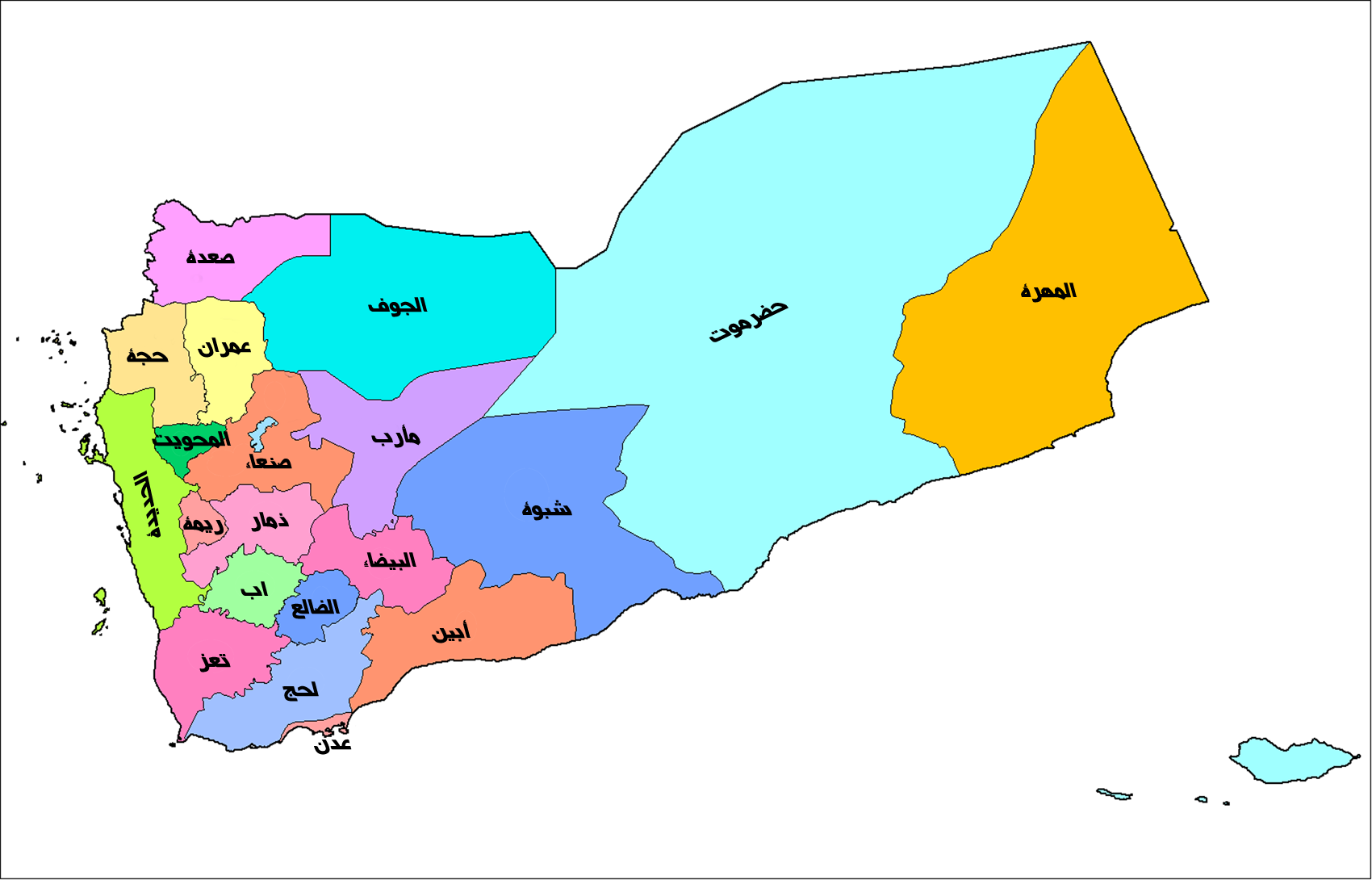